# 루이지애나 프랑스어
루이지애나 프랑스어(Louisiana French) 또는 케이준 프랑스어(Cajun French)는 프랑스령 루이지애나 하류 식민지에 역사적 기원을 둔 프랑스계 루이지애나인이 전통적으로 사용하는 프랑스어의 변종을 포괄적으로 가리키는 용어이다. 오늘날 주로 루이지애나주 남부에서 사용된다. 화자들 사이에서도 자주 혼동되지만, 정확한 의미에서는 다양한 인종이 사용하는 루이지애나 크리올과 구분되는 용어이다.

## 같이 보기
- 루이지애나 크리올
- 아카디아 프랑스어
- 미국의 프랑스어